# بکیم بالای
بکیم بالای (آلبانیایی: Bekim Balaj؛ زادهٔ ۱۱ ژانویهٔ ۱۹۹۱) بازیکن فوتبال اهل آلبانی است.
از باشگاه‌هایی که در آن بازی کرده‌است می‌توان به باشگاه فوتبال احمد گروزنی، باشگاه فوتبال یاگلونیا بیاویستوک، باشگاه فوتبال اسپارتا پراگ، باشگاه فوتبال اشتورم گراتس، باشگاه ورزشی بولوسپور، باشگاه فوتبال رییکا، باشگاه فوتبال اسلاویا پراگ، باشگاه فوتبال نیژنی نووگورود، باشگاه ورزشی گنچلربیرلیغی، باشگاه فوتبال ولازنیا اشکودر، و باشگاه فوتبال تیرانا اشاره کرد.
وی همچنین در تیم‌های ملی فوتبال زیر ۲۱ سال آلبانی و آلبانی بازی کرده‌است.